# Věra Čáslavská
Věra Čáslavská (Prága, 1942. május 3. – Prága, 2016. augusztus 30.) csehszlovák színekben hétszeres olimpiai bajnok cseh tornásznő. Az 1968-as olimpia egyik hőse volt, akit a mexikóiak bálványoztak, tudván, hogy Csehszlovákiát megszállta a szovjet hadsereg.

## Pályafutása
Eredetileg műkorcsolyázónak készült. Tornászként 1958-ban debütált. A római olimpián ezüstérmes lett a csapattal. 1964 és 1968 közt volt a csúcson. Sikerült megtörnie a szovjet egyeduralmat. 1968-ban feleségül ment Josef Odložil olimpiai ezüstérmes középtávfutóhoz. A mexikóvárosi olimpián tiltakozott a szovjet invázió ellen. Az olimpia után nem utazhatott többé külföldre, és visszavonulásra kényszerítették. Csak Juan Antonio Samaranch NOB-elnök nyomására szüntették meg a szankciót. Ezután edzőként dolgozott tovább. A kilencvenes években a Cseh Olimpiai Bizottság elnöke volt. Szembe kellett néznie egy borzalmas tragédiával, amikor 1993-ban fia megölte férjét. 2015 májusa óta kezelték rákbetegséggel. Több műtéten átesett (egy ízben egy nyolc órán át tartó életmentő műtétet hajtottak végre rajta), többször kezelték kemoterápiával, végül 2016. augusztus 30-án hunyt el egy prágai kórházban, 74 évesen.